# Palmers Island
Palmers Island ist eine längliche Insel östlich von Great Barrier Island, im Norden der Nordinsel von Neuseeland.

## Geographie
Die Insel befindet wenige hundert Meter vom Strand von Palmers Beach entfernt und rund 50 m südlich einer kleinen Landzunge an der Ostküste von Great Barrier Island. In einer Nordwest-Südost-Ausdehnung erstreckt sich die etwas über 20 m hohe Insel über eine Länge von rund 245 m und einer maximalen Breite von rund 100 m. Die Fläche der Insel beträgt knapp 1,3 Hektar. Rund 610 m ostnordöstlich befindet sich die ebenfalls längliche Nachbarinsel Lion Rock.
Palmers Island ist mit Buschwerk und Bäumen bewachsen.